# Юйяр-Бреоль, Жан-Луи Альфонс
Жан-Луи Альфонс Юйяр-Бреоль (Уиллар-Бреоль) (фр. Jean Louis Alphonse Huillard-Breholles; 8 февраля 1817, Париж — 23 марта 1871, там же) — французский историк и переводчик; почётный доктор Венского университета.

## Биография
Сын Альфонса Шарля Мари Никола Юйяр-Бреоля и Элизабет Жозефины Тоню.
Получив необходимое образование, с 1838 по 1842 год занимал должность профессора истории в Лицее Карла Великого.
В 1839 году стал членом Национальной комиссии по историческим памятникам и Национального архива Франции. В 1865 году был назначен заместителем шефа отделения Архивов Империи, членом Комитета исторических работ Императорского общества древностей (Sous-chef de Section aux Archives de l'Empire, Membre du Comité des travaux historiques de la Société impériale des Antiquaires).
На рубеже 1830-х — 1840-х годов началось сотрудничество молодого исследователя с Оноре-Теодориком-Полем-Жозефом д'Альбером,   герцогом де Люином, взявшим на себя роль его покровителя.
В 1840—1841 годах Юйяр-Бреоль на деньги Люина издал в Париже девятитомный французский перевод хроники Матвея Парижского под заглавием: «Grande chronique de Matthieu de Paris», к которому герцог написал предисловие. В связи с этой работой у Юйяр-Бреоля возник  интерес к эпохе Сицилийского королевства Штауфенов.
После публикации в 1844 году «Исследования памятников и истории Нормандцев» и «Утверждения Швабского дома в Южной Италии» герцог де Люин предложил Юйяр-Бреолю более основательно заняться изучением и публикацией документов того периода, в особенности дипломов, писем, рескриптов и прочего канцелярского наследия императора Фридриха II.
Результатом этой работы стало издание в 1852—1861 годах капитальной «Истории дипломатики Фридриха II» (Historia diplomatica Frederici secundi), первый том которой герцог посвятил Фридриху Вильгельму IV Прусскому «de scientiis artibusque sua tempore meritissimi», а также рассматривая его как наследника имперского достоинства.
Параллельно с этим Юйяр-Бреоль издал в Париже в 1856 году Chronicon placentinum Джованни Коданьелло и Chronicon de rebus in Italia gestis (XIII в.), относящиеся к правлениям Фридриха Барбароссы и Фридриха II, а в 1865 году завершил свою деятельность публикатора источников эпохи Штауфенов, выпустив «Жизнь и корреспонденцию Пьера делла Винья».
В 1868 году стал иностранным членом Баварской академии наук.
В 1869 году стал членом Академии надписей и изящной словесности.
Заслуги учёного перед Францией были отмечены орденом Почётного легиона.